# Highway 407
A Highway 407 (nome oficial: 407 Express Toll Route) é uma via expressa e rodovia localizada na província canadense de Ontário, tendo sido construída para servir primariamente como uma rota alternativa à Highway 401, a via expressa/rodovia mais movimentada do mundo. É uma rodovia provincial, diretamente administrada pela província de Ontário.
A Highway 407 é notória por ser uma das poucas vias expressas pedagiadas do mundo, uma das poucas rodovias pedagiadas no Canadá, e por ter sido a primeira via pública do mundo a cobrar o pedágio dos veículos que transitam na via expressa de forma eletrônica e automática, sem a necessidade de parar os veículos para cobrar o pedágio. Este é cobrado por distância pecorrida, iniciando na rampa de entrada, e terminando na rampa de saída. A identificação dos veículos é feito através de transmissores de rádio, ou na ausência deste, através de câmeras localizadas nas rampas de acesso da via expressa com ruas que a cortam, que fotografam a placa de licença dos veículos que passam pelas rampa, sendo a conta enviada ao final do mês (veículos com tais transmissores pagam menos do que aqueles sem transmissores, uso obrigatório em veículos pesados, com mais de 4 toneladas).